# Caloptilia korbiella
Caloptilia korbiella är en fjärilsart som först beskrevs av Caradja 1920.  Caloptilia korbiella ingår i släktet Caloptilia och familjen styltmalar. Inga underarter finns listade i Catalogue of Life.